# 桐山照史
桐山 照史（きりやま あきと、1989年〈平成元年〉8月31日 - ）は、日本のアイドル、タレント、俳優。男性アイドルグループ・WEST.（旧ジャニーズWEST）のメンバー。
大阪府東大阪市出身。STARTO ENTERTAINMENT所属。妻は元女子バレーボール選手の狩野舞子。

## 来歴
小学校時代にダンスを始め、将来もダンスを職業にして生活したいという思いでフジテレビ系バラエティ『SMAP×SMAP』に履歴書を送る。中学1年生の夏にジャニーズ事務所からオーディションの通知があり、2002年7月13日に12歳で入所。眉毛に剃り込みを入れ、モヒカン姿でオーディションを受けたため、気になって声を掛けてきたジャニー喜多川に対し、「なんやねん！」と返したにもかかわらず気に入られて入所したというエピソードがある。関西ジャニーズJr.（ユニット・B.A.D.に所属）として12年間活動する。
2008年4月放送開始の日本テレビ系テレビドラマ『ごくせん』第3シリーズにおいて、書類選考やオーディション、面談の末に約600人の中から主要メンバーの6人に選ばれ、同じ事務所の髙木雄也、中間淳太とともに「ごくせんトリオ」として人気を博す。テレビドラマは台湾でも放送され、同年7月5日には台湾のグラミー賞とも言われる中華圏最大規模の音楽祭「第19回金曲奨」にプレゼンターとして出席した。
2014年4月、ジャニーズWESTのメンバーとして『ええじゃないか』でCDデビュー。
メンバーの中でも明るく人懐こい性格として知られるが、そのキャラクターとシャープさを併せ持つ人間は他にいないと評価され、2015年には連続テレビ小説『あさが来た』の白岡榮三郎役に抜擢された。年末の『第66回NHK紅白歌合戦』にも『あさが来た』の紅白特別編として他の主要キャストと共にステージに登場した。
2021年1月期のドラマ、テレビ東京系『ゲキカラドウ』にて、連続ドラマ単独初主演を務める。
2023年12月、公式Instagramを開設した。
2025年1月3日、元女子バレーボール選手の狩野舞子と結婚したことを所属事務所の公式サイトで発表した。WEST.のメンバーでは初の既婚者となった。
同年8月、愛犬のフレンチブルドッグや自身の大好きな海に似合うような洋服を作るために始動させたアパレルブランド「F BULL'S（エフブルズ）」を立ち上げる。

## 人物
メンバーの中間淳太とは、関西ジャニーズJr.時代にユニットB.A.D.を結成して以来、活動を共にしている。お互いへの信頼も厚く、2021年11月に放送されたフジテレビ系『連続ドキュメンタリー RIDE ON TIME』では、中間と共にジャニー喜多川へデビューを直談判に行った当時、もしダメだと言われればお互いに辞めようと思っていたこと、「淳太くんがおらんかったら、俺もやる意味ないでしょって」と考えていたことを明かしていた。
初対面の人ともあっという間に友好的な関係を構築することや、物事を俯瞰で見て動き、バランスの良いトーク展開に導くことに秀でており、地上波バラエティの司会を務めることもある。
また保育科出身で、子供好き。TBS系『パパジャニWEST』では、子育てに関する知識を活かし企画を牽引していた。ジャニーズの公式YouTubeアカウントで公開された、『Smile Up ! Project 〜紙芝居「てあらい うがい」』では、手洗いやうがいの重要さを物語にした手作りの紙芝居を披露した。
「ジャニーズWESTの料理番長」とも言われ、『パパジャニWEST』では、料理上手な一面も披露している。また、歌唱力にも定評があり、メンバーの濵田崇裕・神山智洋と並び、ファンから“歌うま三銃士”と称される。
事務所の中ではメンバー以外に、SixTONESの田中樹や、timeleszの松島聡と親交がある。
DIYやバイクなど趣味が多く、一級船舶免許も持つ。沖縄が好きで、ダイビング専門誌の表紙を飾ったこともある。ダイビングは「ダイブマスター」という、ダイビングツアーのガイドもできる上級のプロライセンスを保有している。
ドラマ『ごくせん』第3シリーズの撮影中に気管支炎を発症し入院していた。関西ジャニーズJr.時代にはツアー中に右耳の難聴を発症していたが、2014年には治癒している。2024年2月には心房細動により手術を受けた。
4歳上の兄がいる。

## 出演
個人での出演のみ記載。グループとしての出演はB.A.D.#出演、WEST.#出演を参照。

### テレビドラマ
- ごくせん 第3シリーズ（2008年4月19日 - 6月28日、日本テレビ） - 倉木悟 役
  - ごくせん 第3シリーズ 卒業スペシャル（2009年3月28日、日本テレビ）
- DRAMATIC-J B.A.D.なふたり（2008年9月15日・22日、関西テレビ） - 桐山タカ 役
- DRAMADA-J 未来はボクらの手の中に（2009年、関西テレビ） - 深見恭平 役
- 誰も知らないJ学園『学校の階段』（2010年4月28日、関西テレビ）[34] - 武田幸助 役
- 流れ星（2010年10月18日 - 12月20日、フジテレビ） - 沢村涼太 役
- 新春歴史スペシャル 知られざる幕末の志士 山田顕義物語（2012年1月2日、毎日放送） - 高杉晋作 役
- ダーティ・ママ! 第6話（2012年2月15日、日本テレビ） - 畠山穰 役
- 鍵のかかった部屋 Episode6（2012年5月21日、フジテレビ） - 井岡祐樹 役
- ピロートーク〜ベッドの思惑〜 第6話（2012年11月8日、関西テレビ） - 南川康平 役
- シニカレ（2012年12月25日 - 12月29日、NOTTVフジテレビ系列） - 如月弘樹 役
- 真夜中のパン屋さん（2013年4月28日 - 6月16日、NHK BSプレミアム） - 柳弘基 役[35]
- 阪神・淡路大震災20年 ドラマ「二十歳と一匹」（2015年1月17日、NHK） - 谷本空雄 役[36]
- 連続テレビ小説 あさが来た第52話 - 第155話（2015年11月26日 - 2016年4月1日、NHK） - 白岡榮三郎 役[13][37]
  - あさが来たスピンオフ 割れ鍋にとじ蓋（2016年4月23日、NHK BSプレミアム）
- HOPE〜期待ゼロの新入社員〜（2016年7月17日 - 9月18日、フジテレビ） - 人見将吾 役[38]
- FNS27時間テレビ内スペシャルドラマ『私たちの薩長同盟』（2017年9月9日 - 9月10日、フジテレビ） - 坂本龍馬 役[39]
- FNS27時間テレビ内スペシャルドラマ「肉食のすすめ」（2018年9月9日 ‐ 9月10日、フジテレビ）‐ 福沢諭吉 役
- 頭に来てもアホとは戦うな! 第4話（2019年5月14日、日本テレビ） - 飯山清史郎 役[40]
- ゲキカラドウ（2021年1月7日〔6日深夜〕 - 3月25日〔24日深夜〕、テレビ東京） - 主演・猿川健太 役[41]
  - ゲキカラドウ2（2023年4月7日〔6日深夜〕 - 6月23日〔22日深夜〕、テレビ東京）[42]
- 流れ星（2021年3月22日、NHK BSプレミアム） - 若き日の謙作 役[43]
- 逃亡医F（2022年1月15日 - 3月19日、日本テレビ） - 長谷川輝彦 役[44]

### Webドラマ
- 炎の転校生 REBORN（2017年、Netflix） - 主演・キリヤマ駆 役（ジャニーズWESTとして主演）[45]

### 映画
- ごくせん THE MOVIE（2009年） - 倉木悟 役
- 関西ジャニーズJrの京都太秦行進曲（2013年） - 主演・佐山輝之進 役（重岡大毅とW主演[46]）
- 忍ジャニ参上! 未来への戦い（2014年） - ライト 役[47]

### 舞台
- Another（2002年8月4日 - 25日、大阪松竹座）[48]
- DREAM BOY
  - DREAM BOY（2004年4月30日 - 5月7日 "KAT-TUN&関ジャニ8編" / 5月8日 - 23日 "タッキー編"、梅田コマ劇場）[49]
  - Hey! Say! Dream Boy（2005年4月27日 - 5月15日、梅田劇術劇場メインホール）[50]
- 関ジャニ8 サマースペシャル”サマー・ストーム”（2004年8月7日 - 29日、大阪松竹座） - 渋谷すばるの弟役（中間淳太・浜中文一とトリプルキャスト）[51]
- 少年たち 格子無き牢獄（2011年9月25日 - 29日 日生劇場）[52]　※8月公演は7WESTとして出演
- ビューティフル・サンデイ（2012年2月23日 - 3月4日、ル テアトル銀座 / 3月10日 - 11日、シアターBRAVA! / 3月14日、名古屋・青少年文化センターアートピアホール / 3月16日 - 18日、兵庫県立芸術文化センター阪急中ホール） - 浩樹 役[53]
- 滝沢歌舞伎2012（2012年4月8日 - 5月16日、日生劇場）
- ブラッドブラザース（英語版）（2015年2月14日 - 2月28日、東京・新橋演舞場 / 3月4日 - 15日、大阪松竹座） - 主演・ミッキー 役（神山智洋と主演）[54]
- アマデウス（2017年9月24日- 10月9日、東京・サンシャイン劇場 / 10月13日 - 22日、大阪松竹座 / 10月24日 - 25日、久留米シティプラザ） - モーツァルト 役[55]
- 音楽劇 マリウス（2018年6月8日 - 26日[注 1]、大阪松竹座） - 主演・マリウス 役[注 2][58]
- ライオンのあとで（2018年9月29日 - 10月15日、EXシアター六本木 / 10月17日 - 21日、森ノ宮ピロティホール） - デヌーセ 役[59]
- もしも塾（2019年4月5日・7日、東京グローブ座[60] / 5月25日 - 26日、山口・萩市民館 大ホール）[61]
- 泣くロミオと怒るジュリエット（2020年2月8日 - 26日、Bunkamuraシアターコクーン[注 3]） - 主演・ロミオ 役[64]
  - 泣くロミオと怒るジュリエット2025（2025年7月6日 - 28日、THEATER MILANO-Za / 8月2日 - 11日、森ノ宮ピロティホール）[65]
- 赤シャツ（2021年9月5日 - 20日、東京建物 Brillia HALL / 9月25日 - 28日、森ノ宮ピロティホール） - 主演・赤シャツ 役[66][67]
- ブロードウェイミュージカル キャメロット（英語版）（2023年10月7日 - 28日、日生劇場 / 11月4日 - 20日、大阪松竹座） - ランスロット 役[68][69]
- グラウンドホッグ・デー（2024年11月11日 - 22日、東京国際フォーラム ホールC / 11月27日 - 12月1日、大阪・新歌舞伎座 / 12月5日 - 8日[注 4]、御園座） - 主演・フィル・コナーズ 役[71][72]

### コンサート
- Johnny's Jr. Concert タッキー&翼 ジャニーズJr. 総出演!（2002年3月29日 - 5月6日） - 大阪城ホールのみ出演[48]
- 関西ジュニアX'masコンサート2002（2002年12月19日 - 25日、大阪松竹座）[48]

### イベント
- 横山万博（2025年9月11日予定、大阪・関西万博 EXPO アリーナ「Matsuri」）[73]

### バラエティ番組
- ハピくるっ!（2011年 -2015年、関西テレビ）※準レギュラー[注 5]
- ヒルナンデス!（2016年4月 - 2023年12月21日、日本テレビ） - 木曜レギュラー[74][75]
- ホンキで弟子入り!免許皆伝（2019年4月18日、フジテレビ） - MC[20]
- 歌ネタゴングSHOW 爆笑!ターンテーブル（2020年4月3日[76]・7月11日[77]・10月27日[78]・12月27日[79]・2021年4月11日[80] - 、TBS） - MC
- ジャニーズWEST桐山&流星のサシタビ!!（2023年3月21日、テレビせとうち）[81]
- 言葉にできない、そんな夜。（2023年4月4日 - 8月1日、NHK Eテレ）[82][83]
- わたしの日々が、言葉になるまで（2025年4月5日 - 予定、NHK Eテレ）[84]

### 情報番組
- あっぷ&UP!（2009年 -  2011年、関西テレビ）※準レギュラー
- キキミミ!（2011年、関西テレビ）

### 音楽番組
- ザ少年倶楽部（2014年4月 - 2020年3月 、NHK BSプレミアム） - A.B.C-Zの河合郁人と共にMCを務めた[85]。

### ラジオ番組
- 関ジャニ∞村上信五 ジャニーズWEST桐山照史・中間淳太のレコメン!（2016年3月31日 - 2018年3月29日[86]、文化放送） - 木曜パーソナリティ[87]
  - ジャニーズWEST桐山照史・中間淳太のレコメン!（2018年4月[86] - 2023年3月23日[88]）
  - ジャニーズWEST桐山照史・中間淳太のREC!→WEST. 桐山照史・中間淳太のREC!（2023年3月31日 - 2024年3月28日）[89][90][91]

### CM
- 日本ハム「中華名菜」（2020年10月 - ）[92]

## 作品

### ソロ曲

#### CD収録曲
- 「かなさんどー」 -『rainboW』〈初回盤B〉収録
作詞・作曲：桐山照史、編曲：生田真心

#### CD未収録曲
特記なき限り、JASRAC公式サイトの「作品データベース検索サービス」において、アーティスト名に「桐山照史」を含む楽曲の検索結果をもとに記述。
- 5W1H - 作詞：森月キャス、作曲：宮﨑歩（JASRAC作品コード：160-4485-1）

## 雑誌連載
- ワニブックス『WiNK UP』「アキト×ジュンタのバトルトークパーク！」 - レコメン！のラジオ連載。